# C’est pour vivre
C’est pour vivre — франкоязычный сборник канадской певицы Селин Дион, выпущенный в Европе, Азии, Австралии и Южной Америке в 1997 году. В него вошли четырнадцать редких песен, записанных в период с 1983 по 1987 год. Альбом был выпущен разными музыкальными лейблами под разными названиями и с разными обложками. Он достиг тридцать второй позиции в чарте Валлонии (Бельгия) и сорок девятой — в Великобритании.

## Предыстория, содержание
После успеха D’eux, ставшего самым продаваемым франкоязычным альбомом в истории, различные музыкальные лейблы по всему миру выпустили сборники с ранними и редкими записями Дион 80-х годов. После Les premières années (1994), Gold Vol. 1 и Gold Vol. 2 (1995), в 1997 году был выпущен ещё один сборник с четырнадцатью песнями. Он был издан в Европе, Азии, Австралии и Южной Америке под разными названиями: C’est pour vivre, The French Love Album, Les premières années: The Very Best of the Early Years, Mon ami, Les hits de Céline Dion volume 2 и D'amour française. Они были выпущены с множеством разных обложек и на разных музыкальных лейблах.

## Реакция критики и коммерческий успех
Шарлотт Диллон из AllMusic поставила альбому четыре звезды из пяти. «Если вы поклонник Дион и привыкли слышать ее пение на английском языке, вам следует послушать этот альбом из 14 треков, на котором эта одарённая канадская артистка с прекрасным голосом очаровывает своими волшебными заклинаниями на французском, её элегантном родном языке. Даже если вы не понимаете слов, вы можете насладиться звучанием и почувствовать эмоции во время таких примечательных мелодий, как „Je ne veux pas“, „En amour“, „Ne me plaignez pas“ и „Les chemins de ma maison“», — написала Диллон в своей рецензии.
3 февраля 1997 года C’est pour vivre был выпущен в Великобритании, где в марте 1997 года он достиг сорок девятой позиции в чарте альбомов. В июле 1997 года он также дебютировал в чарте Валлонии (Бельгия), достигнув тридцать второй позиции в следующем месяце.

## Список композиций
| №                   | Название                    | Автор(ы)                                                 | Продюсер(ы)         | Длительность |
| ------------------- | --------------------------- | -------------------------------------------------------- | ------------------- | ------------ |
| 1.                  | «Mon ami m’a quittée»       | Эдди Марне Кристиан Луажеро Тьерри Жофруа                | Марне Руди Паскаль  | 3:00         |
| 2.                  | «La dodo la do»             | Марне Кристиан Губерт                                    | Марне Паскаль       | 3:02         |
| 3.                  | «Hymne à l'amitié»          | Марне Серджо Бардотти Дарио Балдан Бембо Нини Джакомелли | Марне Паскаль       | 3:59         |
| 4.                  | «Je ne veux pas»            | Марне Романо Мусумарра                                   | Мусумарра           | 4:02         |
| 5.                  | «C’est pour vivre»          | Марне Андре Попп                                         | Марне Паскаль       | 4:02         |
| 6.                  | «En amour»                  | Марне Луажеро Жофруа                                     | Марне               | 3:14         |
| 7.                  | «Ne me plaignez pas»        | Марне Стив Томпсон                                       | Марне Паскаль       | 3:41         |
| 8.                  | «Les chemins de ma maison»  | Марне Ален Бернар Патрик Леметр                          | Марне Паскаль       | 4:14         |
| 9.                  | «Hello mister Sam»          | Марне Жофруа Луажеро                                     | Марне Паскаль       | 4:12         |
| 10.                 | «Trois heures vingt»        | Марне Леметр                                             | Марне Паскаль       | 3:37         |
| 11.                 | «Trop jeune à dix-sept ans» | Марне Пол Гридас Бэрри Блу                               | Марне Паскаль       | 4:50         |
| 12.                 | «Paul et Virginie»          | Марне Жофруа Луажеро                                     | Марне Паскаль       | 3:50         |
| 13.                 | «La voix du bon Dieu»       | Марне Сюзанн-Миа Дюмонт                                  | Марне Паскаль       | 3:14         |
| 14.                 | «Benjamin»                  | Марне Пьер Пападиамандис                                 | Марне Паскаль       | 4:36         |
| Общая длительность: | Общая длительность:         | Общая длительность:                                      | Общая длительность: | 54:02        |

## Чарты
| Чарт (1997)                       | Позиция |
| --------------------------------- | ------- |
| Бельгия/Валлония (Ultratop)       | 32      |
| Шотландия (Scottish Albums Chart) | 67      |
| Великобритания (UK Albums Chart)  | 49      |

## История релиза
| Регион         | Дата           | Лейбл          | Формат | Каталог  |
| -------------- | -------------- | -------------- | ------ | -------- |
| Великобритания | 3 февраля 1997 | Nectar Masters | CD     | NTRCD076 |